# Keilira sokoli
Keilira sokoli är en spindelart som beskrevs av Hirst 1989. Keilira sokoli ingår i släktet Keilira och familjen jättekrabbspindlar.
Artens utbredningsområde är Victoria, Australien. Inga underarter finns listade i Catalogue of Life.